# 7 (In Extremo)
7 (Sieben) (Siete, en español) es el sexto álbum de estudio de la banda de Folk metal alemana In Extremo. Fue lanzado el 1º de septiembre de 2003 a través de Motor Music & Megalux / Vielkl.

## Lista de canciones
| Sieben (7) |                  |          |  |
| N.º        | Título           | Duración |  |
| 1.         | «Erdbeermund»    | 4:06     |  |
| 2.         | «Sefardim»       | 4:06     |  |
| 3.         | «Ave Maria»      | 5:42     |  |
| 4.         | «Mein Kind»      | 6:36     |  |
| 5.         | «Sagrada Trobar» | 3:43     |  |
| 6.         | «Küss Mich»      | 4:10     |  |
| 7.         | «Davert-Tanz»    | 3:12     |  |
| 8.         | «Melancholie»    | 4:25     |  |
| 9.         | «Albtraum»       | 4:05     |  |
| 10.        | «Pferdesegen»    | 2:53     |  |
| 11.        | «Nymphenzeit»    | 4:03     |  |
| 12.        | «Madre Deus»     | 3:29     |  |
| 13.        | «Segel Setzen»   | 3:46     |  |
| 54:16      |                  |          |  |

- Datos: Q270001